# 中国人民政治协商会议第六届全国委员会委员名单
中国人民政治协商会议第六届全国委员会共有委员2,039人，任期为1983年6月至1988年4月。

## 主席、副主席、秘书长
- 主席：邓颖超
- 副主席：杨静仁、刘澜涛、陆定一、程子华、康克清、季方、庄希泉、帕巴拉·格列朗杰、胡子昂、王昆仑、钱昌照、董其武、陶峙岳、周叔弢、杨成武、肖华、陈再道、吕正操、周建人、周培源、包尔汉、缪云台、王光英、邓兆祥、费孝通、赵朴初、叶圣陶、屈武、巴金

（1984年5月26日第二次会议增选）
马文瑞、茅以升、刘靖基
（1985年4月8日第三次会议增选）
华罗庚
（1986年4月11日第四次会议增选）
王恩茂、钱学森、雷洁琼
（1987年4月8日第五次会议增选）
汪锋、钱伟长
- 秘书长：彭友今（1985年10月辞职）、周绍铮（第四次会议增选）

## 常务委员
丁玲、丁声树、万国权、千家驹、马信、马万祺、马海德、马腾霭、王力、王匡、王序、王一帆、王玉清、王光美、王艮仲、王克俊、王宽诚、王雪莹、王耀伦、韦章平、巨赞、瓦扎木基、方荣欣、孔飞、孔祥祯、正果、龙泽汇、卢嘉锡、叶至善、叶笃义、叶恭绍、叶桔泉、叶道英、冯友兰、冯素陶、冯德培、兰志流、戎子和、饶西·古公才旦、吕东、朱光潜、乔明甫、庄明理、刘寅、刘鼎、刘开渠、刘元瑄、刘宁一、刘亚雄、刘向三、刘延东、刘良模、刘尊棋、关瑞梧、汤元炳、汤定元、汤蒂因、汤德全、安士伟、安子介、许志猛、许宝骙、孙兰峰、孙廷芳、孙作宾、孙孚凌、孙承佩、孙起孟、孙晓村、孙越崎、阳翰笙、买合苏德·铁衣波夫、玛高维亚、严信民、苏进、苏子蘅、苏鸿熙、苏谦益、李立、李觉、李毅、李人林、李子诵、李文宜、李水清、李世济、李世璋、李步新、李伯钊、李纯青、李铁铮、李雪峰、杨士杰、杨石先、杨西光、杨克成、杨放之、杨拯民、杨秋玲、吴钰、吴文俊、吴廷璆、吴贻芳、吴觉农、吴雪之、吴鸿宾、吴羹梅、何柱国、启功、汪德昭、沈从文、沈其震、宋希濂、宋季文、宋养初、罕富有、张权、张文舟、张光斗、张仲实、张毕来、张孝骞、张志公、张含英、张君秋、张国声、张明远、张明养、张香山、张家树、张敬礼、张瑞华（辞职）、张磐石、陆平、陆士嘉、陆镇藩、陈光、陈宇、陈伯村、陈岱孙、陈建晨、陈荒煤、陈铭德、陈维稷、陈锐霆、陈舜礼、陈逸松、陈邃衡、林默涵、易礼容、罗明、罗涵先、金如柏、金显宅、周颖、周化民、郑兆荣、郑守仪、郑绍文、郑洞国、郑敏之、宗怀德、项朝宗、赵子立、赵伯平、赵君迈、赵宗燠、赵复三、赵得贤、胡风、胡锦涛、柯麟、钟师统、钟惠澜、侯祥麟、侯镜如、俞大绂、闻家驷、姜椿芳、贺敏学、贺绿汀、秦振武、袁隆平、袁翰青、聂真、贾亦斌、钱三强、钱伟长、钱俊瑞、钱福星、徐以枋、徐以新、徐迈进、徐伯昕、徐彬如、徐逸樵、徐斌洲、爱泼斯坦、高天、郭秀珍、郭维城、郭维藩、郭棣活、郭增恺、唐哲、唐生明、淩其翰、黄昆、黄维、黄翔、黄正清、黄汲清、黄药眠、黄逖非、黄凉尘、黄鼎臣、萨空了、曹钟梁、曹鹤荪、龚子荣、章夷白、章师明、梁尚立、梁漱溟、彭林、彭秀模、葛志成、董边、蒋丽金、韩幽桐、覃异之、程思远、程星龄、程裕淇、傅学文、焦实斋、童小鹏、童少生、曾传六、曾涌泉、谢立惠、谢冰心、雷天觉、蓝江、嘉木样·洛桑久美·图丹却吉尼玛、蔡啸、蔡子伟、臧克家、裴丽生、管文蔚、谭惕吾、熊晃、熊天荆、黎玉、德格·格桑旺堆、潘菽、潘锷鏱、薛明、霍英东、霍懋征、戴爱莲、魏龙骧、魏传统
（第二次会议增选）
马文瑞、刘海粟、刘靖基、李伯球、茅以升、林亨元、赵超构、侯外庐、谈镐生
（第三次会议增选）
郝诒纯、李健生、王枫、郭秀仪
（第四次会议增选）
王恩茂、钱学森、雷洁琼、周绍铮、阎明复、何正文、刘西尧、康永和、刘子厚、黄启汉、柯灵、经叔平、张素我、张楚琨、傅铁山、林盛中
（第五次会议增选）
艾买提·瓦吉地、叶仁寿、关梦觉、严东生、李人俊、汪锋、张伯权、张春男、陈铭珊、欧阳文、董寅初、黎遇航

## 委员

### 中国共产党（76名）
丁秋生、王锐、王西萍、王卓如、王涛江、牛书申、邓存伦、邓颖超、白向银、吕东、吕正操、朱涤新、乔明甫、刘放、刘鼎、刘宁一、刘亚雄、刘向三、刘华峰、刘雪初、刘澜涛、苏进、李定、李玉堂、李步新、李砥平、李树槐、李雪峰、李握如、杨成武、杨放之、杨植霖、杨静仁、肖华、宋养初、张执一、张国声、张明远、张香山、陆平、陆定一、陈光、陈再道、陈伯村、陈曾固、苟元书、林泽生、欧阳文、金城、金如柏、周仲英、郑绍文、赵烽、赵发生、贺秉章、钱俊瑞、徐以新、徐斌洲、龚子荣、龚育之、康一民（辞职）、康克清、彭林、彭德、彭友今、董边、程子华、焦力人、童小鹏、曾传六、蔡子伟、廖井丹、漆克昌、熊向晖、黎玉、魏士珍

### 中国国民党革命委员会（50名）
王枫、王嶽、王昆仑、王景渊、王肇治、方少逸、龙泽汇、卢忠良、冯宏谦、宁光堃、刘元瑄、刘希程、许宝骙、孙越崎、苏从周、李世璋、李春昱、杨春洲、沈求我、肖作霖、张克明、张锡田、陈齐瑄、陈建晨、陈铭德、邵恒秋、罗西欧、周颖、郑洞国、屈武、胡景通、侯镜如、耿岳仑、贾亦斌、范予遂、钱昌照、徐以枋、徐国懋、陶述曾、黄启汉、黄逖非、覃异之、程星龄、傅学文、焦实斋、雷启霖、廖运周、廖运泽、谭惕吾、潘瑞征

### 中国民主同盟（50名）
千家驹、马大猷、王起、王健、王瑶、叶笃义、叶培大、冯亦代、冯素陶、邢其毅、刘开渠、刘延良、刘思慕、关梦觉、江泽涵、寿进文、李文宜、李平一、李茂之、杨明、吴东儒、吴廷璆、吴克清、吴富恒、余冠英、张乔啬、张毕来、陆士嘉、陈敏之、林亨元、林宗彩、罗涵先、赵继游、闻家驷、费孝通、贺麟、都本洁、原政庭、顾敬心、唐哲、钱伟长、高天、谈家桢、陶大镛、黄执中、黄药眠、萨空了、曹钟梁、章振乾、傅士英

### 中国民主建国会（50名）
万国权、马公瑾、王涛、王光英、王艮仲、朱德禽、刘公诚、刘崑水、汤绍通、孙友樵、孙晓村、阳忠恕、李月华、李文杰、李志方、吴大琨、吴觉农、吴羹梅、沈日新、沈方成、沈翰卿、张蔚岑、陈广生、陈子彬、陈铭珊、陈维稷、陈邃衡、金学成、周士观、周同善、钟复光、侯店兴、姜庆湘、祝公健、莫艺昌、倪家玺、徐昭隆、郭礽疆、郭棣活、资耀华、黄英民、黄凉尘、章元善、程秉文、傅道伸、董少生、虞效忠、蔡体铨、樊陶斋、酆云鹤

### 无党派民主人士（48名）
于开泉、王力、王克俊、王建业、王森然、卢东阁、叶道英、冯寅、冯德培、朱伯禄、朱洁夫、任宗德、关士聪、李铁铮、杨纪珂、沈从文、沈尔炎、张相麟、陆钦侃、陈逸松、茅祖杓、郑孝燮、郑易里、孟鞠、赵君迈、赵宗燠、胡有萼、胡道济、侯德原、俞大绂、俞恩瀛、夏行时、顾谷同、钱人元、徐时辅、徐逸樵、高镜莹、唐钺、梁漱溟、董竹君、韩云岑、韩咏华、程学敏、程思远、曾世英、褚应璜、缪云台、潘国定

### 中国民主促进会（25名）
牛平甫、方明、叶圣陶、史念海、刘西林、刘震华、李霁野、巫宝三、吴荣、吴贻芳、张志公、张明养、张景宁、陈一百、陈舜礼、周建人、郑效洵、柯灵、段力佩、徐伯昕、傅淑芳、葛志成、谢冰心、谢孝思、霍懋征

### 中国农工民主党（25名）
丁贡南、王一帆、方荣欣、邓昊明、卢浩然、叶桔泉、刘宗宽、孙仲逸、严信民、严镜清、李振麟、李健生、李温平、杨烈宇、何世琨、季方、沈其震、宋儒耀、张纯之、孟目的、段佑云、徐彬如、郭秀仪、章师明、潘澄濂

### 中国致公党（12名）
司徒擎、刘锦汉、许志猛、严孔昌、李星川、李维纲、何上举、陈其挥、黄独峰、黄鼎臣、董寅初、廖周行

### 九三学社（25名）
王际强、方亮、冯楠、曲仲湘、伍献文、许继曾、孙承佩、李毅、李孝芳、启功、陈立、陈明绍、金克木、金显宅、周培源、郝诒纯、袁翰青、钱锺韩、唐有祺、黄汲清、笪移今、程绍迥、潘菽、薛愚、薛公绰

### 台湾民主自治同盟（12名）
王万得、叶庆耀、苏子蘅、李纯青、吴克泰、陈水、林田烈、林盛中、钱福星、徐萌山、曾明如、蔡啸

### 中国共产主义青年团（12名）
丁耀民、尤仁、刘义强、刘延东、杜青林、李海峰、佘世光、宋德福、张希平、哈斯木·依米提、黄瑛、黄志坚

### 中华全国总工会（80名）
丁可则、马六孩、王子兴（辞职）、王志杰、王学礼、王振远、王家宠、王维纲、毛齐华、乌云娜、孔祥祯、邓少云、卢达、田文宽、白文元、朱临、朱康、朱林生、朱德林、刘实、刘家骧、齐义勇、关勋、许天津、孙洪敏、严维桢、杜延庆、李凤恩、李文龙、李文英、李存模、李保森、李燕杰、吴大有、何善远、余维明、谷广善、邹毕兆、汪少川、宋致和、张力克、张伟强、张孝敬、张建怡、张遐昌、陈宇、陈珩、陈国珍、陈能兴、邵子言、林一、易礼容、罗淑珍、金直夫、周光镛、单书、赵吉祥、赵景棠、侯德武、施复言、胥治中、姚茂启、姚经才、热夏提·牙生、徐禾根、徐传俭、徐肖冰、高平、陶源长、曹坤根、龚光文、盛婉、康永和、梁彦德、蒋毅、韩荣华、韩增胜、程容、曾守中、慕纯农

### 中华全国妇女联合会（74名）
于蓝、于若木、于滋潭、王云、王华、王光美、王瑜珑、王雪莹、尹羲、白茜、包淑和、冯莉莉、过宁扶、朱旦华、朱锦沁、刘澈、刘碧清、关瑞梧、许楠英、苏务滋、杜孟庸、杜瑞兰、李林、杨秋玲、杨静娴、吴全衡、何远宁、何泽慧、何浣芬、何理良、汪荣华、沈谱、沈性元、沈粹缜、沈慈荫、宋维静、张文潾、张自清、张洁珣、张洁梅、张复生、张素我、张惠兰、林兴明、林雪梅、卓碧玉、罗越嘉、周叔璜、周季婻、庞文华、郑瑛、郑晶莹、草明、荣漱仁、柳无非、俞惟乐、姚淑平、秦怡、夏琫瑛、顾文霞、高真、郭月芳、黄杰、崔美善、韩幽桐、曾宪植、谢雪萍、雷惠质、臧慧芬、黎顺兰、颜明宜、潘复兰、薛明、戴克宇

### 中华全国青年联合会（14名）
叶学勇、亚娘、刘再复、刘柏年、关牧村、孙家昶、杨乐、邹振先、张道诚、林雨、竺苗龙、胡锦涛、裴艳玲、廖秋忠

### 中华全国工商业联合会（50名）
丁忱、丁言章、马万祺、王昭明、王修桐、卢燕南、叶宝珊、冯和法、刘荷甫、关炳如、江子砺、汤元炳、汤蒂因、孙廷芳、孙孚凌、孙起孟、李永锡、李宗坊、杨玉文、杨受百、杨鉴清、肖同智、吴志超、吴炳昌、吴雪之、邱庆铭、邹子龄、张敬礼、陈达有、陈芸田、周志俊、周叔弢、周宝芬、孟文标、经叔平、荣仁本、胡子昂、姚峻、秦元珍、高卓雄、高葆庆、郭守昌、郭秀珍、郭德恒、唐君远、黄玠然、梁尚立、傅文祺、廖霭庭、潘锷鏱

### 中华全国台湾同胞联谊会（18名）
王碧云、石静如、苏英俊、苏荣火、吴英辅、陈明达、陈荣驾、陈锦堂、范新发、林青山、郑坚、徐兆麟、涂添凤、容汉诠、黄启章、彭腾云、蔡启运、戴见能

### 文化艺术界（134名）
丁玲、丁聪、刁光覃、于伶、卫仲乐、马季、马彦祥、王昆、王人美、王士襄、王丹凤、王玉磬、王振铎、王朝闻、巴金、古元、石羽、石联星、叶文玲、叶浅予、白杨、白淑湘、冯牧、冯骥才、成荫、华君武、刘季平、刘海粟、刘德海、刘燕平、江定仙、孙瑛、孙家琇、阳翰笙、严良堃、杜近芳、李波、李万春、李凤兰、李可染、李世济、李伯钊、李谷一、李苦禅、李和曾、李焕之、李默然、杨村彬、杨宪益、杨荫浏、肖军、吴雪、吴乐懿、吴汉家、吴祖光、吴晓邦、何士光、余本、邹德华、良小楼、沙汀、张权、张庚、张水华、张乐平、张君秋、张贤亮、张松鹤、张瑞芳、陆春龄、阿甲、阿玛次仁、阿依吐拉、陈慧、陈白尘、陈汀声、陈伯华、陈其通、陈荒煤、林散之、林默涵、罗哲文、帕夏·依夏、周小燕、周而复、周惠侬、郑伯璋、郑奕奏、郎毓秀、项堃、赵寻、赵沨、赵青、赵得贤、胡风、胡松华、胡絜青、俞振飞、姚雪垠、贺绿汀、骆玉笙、袁世海、莫德格玛、贾桂林、夏尚志（辞职）、钱江、资华筠、陶金、桑弧、黄翔、黄苗子、黄贻钧、梅阡、康巴尔汗·艾买提、章宗义、梁斌、梁黄胄、喜彩莲、彭俐侬、董寿平、蒋月泉、蒋兆和、韩起祥、喻宜萱、舒强、舒群、雷振邦、筱俊亭、臧克家、管桦、黎雄才、潘素、戴爱莲、魏传统

### 科学技术界（271名）
丁宪祜、于敏、马杏垣、马闻天、马湘平、王植、王曙、王天眷、王壮飞、王守武、王运丰、王良楣、王国钧、王金堂、王荣瑸、王顺桐、王钟琦、王宪钊、王继伦、王辅成、王遐龄、王锦堂、王德宝、王毅之、支少炎、凤冠绥、方俊、方文均、计策、尹赞勋、邓以纯、甘澄泽、卢庆骏、卢宗澄、卢焕章、卢嘉锡、叶德灿、叶耀东、司徒愈旺、成慎与、朱光、朱梅、朱弘复、朱荣昭、乔传珏、任道源、华起、华国英、庆承道、庄孝德、刘寅、刘楷、刘可栋、刘述周、刘佩荣、刘承先、刘峻峰、刘曾达、江文、江明、江泽民、江厚渊、池际尚、汤定元、汤佩松、汤德全、许乃波、许中明、许绍高、许政润、孙文录、孙殿卿、阳含熙、牟惟丰、严铁生、苏延宾、杜燕孙、李苏、李觉、李人林、李乃暨、李水清、李正武、李世雄、李来荣、李连捷、李慕愚、李德平、李德生、李德仲、励承豪、肖民、肖家捷、吴京、吴钰、吴大观、吴友三、吴文俊、吴世鹤、吴生林、吴问涛、吴中伦、吴征铠、吴学蔺、吴朔平、吴继周、吴磊伯、吴震春、吴德纯、何广乾、邹明、邹元西、邹建金、邹承鲁、邹春座、闵豫、汪受衷、汪寅人、汪德昭、沙钟瑞、沈尔康、沈华生、沈祖显、宋叔和、宋季文、张凡、张英、张少铭、张文佑、张有萱、张连华、张作梅、张迺更、张顺臻、张致一、张厥标、张镰斧、陆元九、陆维特、陈亮、陈士衡、陈凤皋、陈永龄、陈创声、陈茂力、陈泽深、陈家镛、陈能宽、陈鸿佑、陈福厚、陈肇博、茅以新、林平、林华、林同骥、林秉南、易宗朴、罗沛霖、岳希新、金实蘧、周立三、周师庸、周光宇、周怀实、周延瑾、周明镇、周恒寿、周家炽、周晦若、羌逢戍、郑国仲、宗之发、郎钟騋、项志选、赵维纲、胡聿贤、钟夫翔、侯立尊、侯祥麟、俞宝传、施履吉、姜俊平、洪朝生、莫馨一、夏培肃、顾正秋、顾知微、顾毓瑔、钱江、钱三强、钱孝虹、钱临照、钱钟泰、钱祖恩、钱保功、钱鸿业、钱家治、倪松茂、徐驰、徐明、徐士高、徐子佩、徐邦裕、徐来自、徐博文、徐煜坚、徐肇和、宏章、翁文波、凌佩弘、高平、高振西、高维荣、郭承基、郭慕荪、郭燮贤、唐燿、唐振绪、陶亨咸、陶其媺、陶诗言、陶鼎来、黄昆、黄敞、黄远强、黄鸿宁、曹乐安、曹存昌、曹兆汉、曹肇球、龚苏民、阎沛霖、梁嘉、梁守槃、梁翕章、屠守锷、彭少逸、葛和林、董维域、蒋全、蒋丽金、韩树藩、覃修典、程开甲、程世抚、程裕淇、博承义、童宪章、谢光道、谢家泽、谢燕声、疏松桂、楼阅棅、雷天觉、雷荣天、简根贤、蔡邦华、蔡其巩、蔡金涛、蔡啐盎、裴丽生、廖民欢、廖延雄、谭振雄、熊尚元、潘孝硕、薛少卿、戴传曾、戴松恩、戴恒贵、鞠抗捷

### 社会科学界（78名）
丁声树、王玉清、王传纶、王铁崖、王悦尘、王静如、毛星、尹达、邓广铭、冯友兰、戎子和、吕澂、乔培新、任访秋、刘导生、刘尚之、安金槐、许立群、邬沧萍、严中平、杜任之、李奇、李莎、李新、李兆炳、李希泌、杨向奎、杨纪琬、肖涤非、何正璜、谷苞、宋振庭、张申府、张仲实、张希钦、陈征、陈嘉、陈希愈、陈岱孙、纳忠、范若愚、林里夫、罗大冈、罗章龙、罗髫渔、金岳霖、周有光、周汝昌、单士元、项克方、胡一声、胡公石、胡允恭（辞职）、段文杰、俞平伯、贺光华、袁永熙、聂真、钱锺书、倪征𣋉（辞职）、倪海曙、徐之河、翁独健、高体乾、郭布罗·润麒、唐弢、唐棣华、黄钰生、常诚、常书鸿、章沛、商承祚、梁容若、傅懋勣、楼福卿、廖沫沙、樊弘、滕茂桐

### 农林界（102名）
于国勋、万尚荫、马骥、马寿桃、马建猷、王汉屏、王幼辉、王兴让、王念基、王绪捷、丹彤、乌拉迪米尔·尼科来耶维奇·孜缅科、方定一、孔庆义、邓飞、邓先诚、左叶、卢广绵、冯广仁、冯达仕、尼牙孜·阿孜、达喜玛、成俊卿、吕清、则吉、朱则民、任继周、刘尔年、刘仲凯、刘定安、刘培植、刘嗣淼、刘震乙、刘麟书、安法乾、孙漱沅、李化一、李页俚、李含英（辞职）、李范五（辞职）、李秉滔、李绍禹、李济寰、杨介人、杨显东、杨洪祖、吴翼、吴凤启、吴永富、吴福桢、邹秉文、汪胡桢、汪菊渊、沈隽、沈其益、张永励、张季高、张含英、张林池、张修竹、张逢时、张磐石、陈雷、陈光华、陈志平、林海清、罗新书、周詠曾、周明牂、周树一、周康民、孟庆闻、赵丛礼、赵家璞、郝中士、胡祥璧、侯锋、洪宝顺、洪琪琨、袁隆平、徐广泽、徐芝纶、高文华、高鹏先、唐子奇、萨音、梅籍芳、曹新孙、盛彤笙、隋铭珊、彭克明、彭定楚、蒋德麒、惠庆祺、景晓村、程瑞淙、曾勉、谢浩然、谢福洲、谢福惠、熊大仕、熊季光

### 教育界（160名）
才旦夏茸、大洛桑朗杰、马长贵、王于畊、王正绪、王兆相、王佐良、王育斌、王治梁、王菊生、王鸿祯、王斯雷、王路宾、王源璋、王福重、王遵明、韦其麟、邓韵秋、左景伊、布林贝赫、卢鹤绂、申泮文、叶培、叶恭绍、田叔民、史说、乐森璕、冯修吉、毕德显、师树简、吕忠恕、朱及群、朱亚杰、朱光潜、朱物华、朱祖祥、朱新予、向寿、刘筠、刘颖、刘文湖、刘世楷、刘宜伦、刘复光、刘鸿文、关世雄、江元生、江福利、安迪伟、许振英、严梅和、苏元复、苏谦益、杜同、李秉德、李沛文、李泽民（辞职）、李春芬、李载柔、李继之、李曙轩、杨石先、杨伯箴、杨善继、时钧、吴文藻、吴克騆、吴纯素、吴柳凡、吴景荣、吴景祥、谷霁光、利翠英、余国琮、汪金丁、沈元、沈晋、沈鑫、张衍、张维、张文舟、张光斗、张远谋、陆慈、陆景云、陈体强、陈国熙、陈涵奎、陈新民、林青、林浩、林传鼎、林碧英、林鹿民、罗明燏、岳炳忠、周尧、郑重、屈伯川、项子明、赵访熊、赵国威、赵冠英、赵善欢、胡征、胡毅、胡仲紫、胡钟达、钟兆琳、段宗三、侯仁之、侯博渊、俞汝勤、俞调梅、闻邦椿、娄成后、洪晶、姚奠中、袁力庸、聂文郁（辞职）、贾震、徐士瑚、徐光宪、高沂、高小霞、高存信、高兆兰、高良润、郭明秋、郭麟阁、唐仲璋、唐敖庆、浦通修、陶葆楷、曹靖华、曹鹤荪、盛国荣、章名涛、彭伯周、董纯才、韩惠卿、韩德培、傅家麟、曾近义、曾昭科、曾昭璇、谢立惠、赖万才、赖祖涵、雷圭元、阙端麟、蔡秀蕙、蔡纪辕、蔡秉久、臧伯平、管梅谷、薛廷耀、戴安邦、戴复东、魏荣爵

### 体育界（29名）
马青山、王永芳、王金玉、王菊蓉、曲绵域、刘适兰、牟作云、李凤楼、李淑兰、杨人燧、杨瑞雪、何伟钦、张蓉芳、张家宝、陈先、陈运鹏、林慧卿、周正、郑凤荣、郑敏之、钟师统、聂卫平、徐镳、徐英超、翁庆章、黄健、黄强辉、阎维仁、穆成宽

### 新闻出版界（35名）
王益、王揖、王乐天、叶华、叶至善、叶君健、刘文致、刘尊棋、严文井、苏星、杨西光、杨学纯、杨效农、肖乾、吴泽炎、沙博理、张西洛、陆诒、陈必梯、陈伯吹、陈翰伯、邵宇、范荣康、罗俊、郑炳中、姜椿芳、耿绍光、聂绀弩、顾执中、徐盈、徐迈进、徐铸成、爱泼斯坦、谢文清、魏璐诗

### 医药卫生界（109名）
于光元、马立人、马永江、马成义、马海德、马镇西、王良、王序、王斌、王天铎、王玉川、王兆俊、王伯岳、王孝涛、王秉正、王诗恒、王绵之、邓家栋、甘幼强、左立梁、左克明、左景鉴、卢士谦、卢克捷、白希清、乐以成、邝安堃、兰瑚、兰锡纯、邢光辉、吕炳奎、朱洪荫、朱既明、朱德鑫、任应秋、刘仲明、刘志明、刘家琦、米勒、孙信孚、苏鸿熙、李果珍、李聪甫、杨甲三、杨兴业、杨述祖、吴廷椿、吴阶平、吴英恺、吴瑞萍、邱明庆、邱茂良、何穆、何观清、汪绍训、宋汝良、宋鸿钊、张峨、张孝骞、张普云、阿不都力米提·玉素甫、陈过、陈坤惕、陈钟英、范琪、范秉哲、林崧、林葆骆、郁知非、尚天裕、尚德俊、金大雄、金宝善、郑兆荣、赵士杰、胡传揆、柯麟、哈荔田、钟惠澜、施正信、祝谌予、耿兆麟、顾小痴、顾伯华、钱伯煊、徐荫祥、凌惠扬、陶祥洛、黄量、黄天启、黄家驷、黄铭新、黄耀燊、梅祖懿、崔义田、章荣烈、梁乃津、梁毅文、董方中、棍钦扎布、景云瑞、傅莱、曾宪九、谢少文、裘祖源、臧人和、潘阳泰、魏曦、魏龙骧

### 对外友好团体（36名）
丁轸宇、王屏、王炎堂、王阑西、王耀庭、孔筱、卢绪章、申健、田一明、朱良、刘志汉、刘希文、孙平化、杜毓沄、李一夫、李寿葆、张化东、张光斗、陆璀、陈忠经、林林、周化民、郑森禹、赵安博、荣玉德、钟辉、姚仲明、柴泽民、淩其翰、唐明照、黄国光、龚普生、康岱沙、曾涌泉、雷任民、潘静安

### 社会救济福利团体（22名）
于光汉、王定国、尤祥斋、乌兰、邓季惺、史怀璧、朱端绶、安建平、李伯悌、杨纯、吴綪、陈维博、周同宇、赵志刚、袁血卒、顾锦心、郭翼青、黄乃、梁思懿、傅师荣、熊天荆、廖梦醒

### 少数民族（88名）
马信、马玉槐、马乐庭、马腾霭、马德钟、王寿昌、王连芳、王泰昌、王耀伦、韦章平、扎西泽仁、牙合甫大毛拉·沙乌尔阿吉、瓦扎木基、孔飞、孔志清、巴文峻、巴达荣嘎、平康·次仁顿珠、田恩波、生钦·洛桑坚赞、包尔汉、尕文祥、兰光谅、兰志流、尧西·古公才旦、多巴、刘格平、安尼瓦尔·汗巴巴、买合苏德·铁衣波夫、买买提明·艾力、玛高维亚、赤列、赤耐、贡巴萨·土登吉扎、贡嘎平措、克力更、李仿尧、李羲一、杨克成、吴鸿宾、邱新野、罕富有、陆镇藩、阿衣木尼沙·尼牙孜、阿勒腾沧、阿候鲁木子、陈理文、陈斯德、邵良础、纳星斋、拉乌达热·土登丹达、拉希达、拉鲁·次旺多吉、欧尔孝、果基尼迫、罗文才、郎进荣、项朝宗、赵光炬、赵玳童、胡德胜、恰巴·格桑旺堆、钟振发、衎景泰、洛桑格列、秦振武、格桑顿珠、郭维藩、席元寿、益西赤列、涂景福、朗加、排启仁、黄正清、黄宝山、彭秀模、葛德洪、韩麦扫日、韩应选、韩振纲、覃展、傅景贤、尊杰·索朗坚村、雷志森、溥佐、嘎雪·曲吉尼玛、熊亮臣、德格·格桑旺堆

### 归国华侨（31名）
王文教、王汉杰、王纪元、卢心远、邝公道、吕敦村、庄希泉、庄明理、庄炎林、苏惠、李梅、李介夫、李居轩、李家明、连贯、肖岗、吴益修、余兴远、张楚琨、陈兆强、陈金水、郑正仁、郑守仪、胡秋金、黄世明、黄其兴、彭光涵、谢文思、蓝江、黎沪娟、颜西岳

### 港澳同胞（44名）
马蒙、王匡、王衡、王宽诚、冯庆锵、司徒辉、朱鹤皋、安子介、祁烽、许东亮、阮北耀、孙城曾、牟润孙、李子诵、李作基、李侠文、李萍倩、吴多泰、邱成章、邱德根、何世柱、何铭思、余平仲、陈文裘、陈丕士、陈复、陈焕璋、罗桂祥、胡应湘、贾桂藩、夏梦、徐四民、黄克立、黄启铎、黄祖芬、黄振辉、梁披云、蒋文桂、程慕灏、蔡章阁、蔡演雄、翟暖晖、潘江伟、霍英东

### 宗教界（45名）
土登唐巴、马进成、马松亭、王良佐、王学明、云中嘎瓦、邓裕志、巨赞、乌兰、正果、玉赛音阿吉、艾买提·瓦吉地、刘良模、刘品一、安士伟、却西、贡唐仓·丹贝旺旭、杨高坚、沈遐熙、张家树、陆薇读、阿木提大毛拉、罗冠宗、帕巴拉·格列朗杰、宗怀德、赵朴初、赵复三、施如璋、宫明·姜巴曲日木、都龙曼费、钱余荣、海灯、常守彝、唯觉、阎迦勒、隆莲、韩生贵、傅铁山、普雨、曾友山、嘉雅、嘉木样·洛桑久美·图丹却吉尼玛、蔡文浩、熊真沛、黎遇航

### 特别邀请人士（234名）
卫璜、卫景林、马载、马克强、马忠全、王一藩、王之相、王文轩、王平水、王应尊、王定南、王昭铨、王振祥、王晏清、王家桢、王绣锦、王德茂、云广英、毛翼虎、乌力更、文强、方靖、孔令朋、孔昭恺、孔德懋、邓兆祥、邓葆光、石忠汉、龙潜、卢克俭（辞职）、卢南樵、申葆文、叶松盛（辞职）、田坪、田畴、田仁永、史永、包琮、冯弗伐、冯勤为、兰庭辉、过家芳、吕辑仁、朱农、朱扶、朱大纯、朱子强、朱家璧、任谦、刘琦、刘一平、刘公武、刘月生、刘立青、刘多荃、刘连波、刘建华、刘昌义、刘炳华、刘瑶章、米暂沉、江平、汤传篪、汤松年、汤祖坛、许革夫、孙兰峰、孙乐宜、孙作宾、孙铭九、杜建时、李立、李轩、李佐、李觉、李一非、李少元、李以劻、李世安、李仙洲、李芳林、李克如、李良汉、李直峰、李英夫、李思敬、李培根、李登嵩、李赣骝、杨士杰、杨子蔚、杨玉山、杨令德、杨永峰、杨伯涛、杨拯民、杨树根、杨俊生、吴庆云、吴秀峰、吴建安、吴瑞山、邱相田、何惧、何运洪、何柱国、何宝松、何辉燕、佟英、余金堂、沈醉、宋长悌、宋玉玺、宋伟斌、宋希濂、宋树功、宋晓菡、张力雄、张凤岐、张正光、张汉丞、张有谷、张伯权、张如三、张宗逊、张承宗、张瑞华（辞职）、张瑞麟、陈虹、陈乃昌、陈方伯、陈文瑛、陈金钰、陈兼善、陈锐霆、武惕予、武和轩、幸元林、范明、林彬、林一元、欧阳平、尚子锦、罗明、罗历戎、罗坤山、罗培元、季树农、季毓彪、金绍先、周星夫、周振强、周纯麟、郑群、郑庭笈、庞莲、孟树林、赵杰、赵子立、赵伯平、赵振中（辞职）、胡兰畦、胡楠卿、查玉升、钟韶琴、段伯宇、贺敏学、秦东滨、秦德君、袁光、耿幼麟、徐君虎、徐国夫、徐国贤、徐国珍（辞职）、高戈、郭安娜、郭延林、郭汝瑰、郭维城、郭曼果、郭增恺、唐生明、唐连第、陶扬、陶峙岳、黄维、黄一中、黄天明、黄友寿、黄克虎、黄植诚、梅盛伟、曹秀清、崔成信、章岩、章夷白、梁家（辞职）、梁蔼然、彭鸿文、董其武、董益三、蒋嘉宾、韩练成、程元、程浩、程一鸣、傅柏翠、鲁加汉、曾扩情、曾在因、曾克林、谢飞、谢良、谢明、谢云晖（辞职）、靳崇智、蒙定军、赖春风、赖祖烈、鲍奇辰、蔡端、蔡载经、管文蔚、廖述云、廖鼎祥、谭汉洲、谭汤池（辞职）、熊晃、熊作芳、黎钦、黎原、黎仲修、薛剑华
（第二次会议增补）
丁雪松、马文瑞、王心纯、王竹亭、王育新、方掬芬、古胜祥、卢仁灿、冯克煦、冯梯云、刘亚哲、刘靖基、李大维、李伯球、杨希枚、杨格非、吴鑫、吴永泰、张彬、张西蕾、张纪域、阿乐群则、步鑫生、茅以升、果素英、周一峰、赵伟之、赵超构、侯外庐、侯御之、修瑞娟、贺其治、郭可诠、谈镐生、黄大能、黄永玉、梅绍武、彭清源、蒋达宁、谢添、黎澍
（第三次会议增补）
华罗庚、冯友、陈培烈、麦赐球、田光涛、兰乾福、吴景敬、金开诚、梅祖彦、陈杰、邓汉馨、吴元龙、饶博生、叶仁寿、冯光熙、陈光辉、邓团子、汤履道、沈德溶、沙蕾、王州、冯之浚、袁家菽、马崇仁、袁晓园、黄瑶璧、邓广殷、杨一堂、新凤霞、吕敬先、刘西尧、马祖灵、景新汉、柯雪琦、黄森、毕季龙、武进法、朱仁康、李敏华、吴冠中
（第四次会议增补）
雷洁琼、张媛贞、胡敏、高葆英、戴树和、翁曙冠、李树楠、张芝联、柏岳、梅向明、陈汝斌、金启祥、刘崇智、谷建芬、王贤才、蒋守规、蔡鸿振、袁宗虞、钱椿涛、蔡诗东、王元、孙格巴顿、韦国仁、东噶·洛桑赤列、伍并亚·温爽、鲜恒、杨天全、程莘农、石景宜、沈蕴存、贾题韬、明暘、田昭武、陈爱莲、刘长瑜、孟雁君、张西铭、简福饴、余国春、王孝行、何厚铧、王恩茂、钱学森、阎明复、周绍铮、何正文、李伯宁、魏廷琤、黄静波、刘子厚、何载、张同钰、肖鹏、罗元铮、张澄生、罗应怀、何廷一、陶汉章、熊志生、博继泽、赖少其
（第五次会议增补）
刀世勋、马品芳、王锡爵、王树森、卞伯仲、方文瑜、今旦、艾则佐夫·哈斯木、冯锡良、刘春、江英彦、安岗、孙柏秋、孙延年、严东生、苏赫、李光羲、李沛瑶、李储文、李人俊、吴修平、吴式铎、余振中、汪锋、张叔英、张春男、陈仲颐、陈难先、闵建蜀、武铁、武连元、松布、胡鸿烈、唐翔千、陶开裕、黄梦花、曹步墀、曹克强、盛中国、蒋家祥、韩明、韩美林、韩克华、路志正、蔡光天、潘启琦